# Paracorymbia antiqua
Paracorymbia antiqua là một loài bọ cánh cứng trong họ Cerambycidae.